# Еноты (мультсериал)
«Ено́ты» (англ. The Raccoons) — канадский комедийный мультипликационный сериал, выпускавшийся с 1985 по 1992 год.

## Сюжет
Действие разворачивается в Вечнозелёном лесу, где живёт главный герой сериала енот Берт и его друзья, Ральф и Мелисса, а также другие животные. Жизнь обитателей леса была бы беззаботной, если бы не богач Сирил Снир (розовый трубкозуб), который время от времени пытается использовать лес для личной наживы, и его подручные, трое свинов. Сын Снира Седрик дружит с енотами и всегда старается предупредить их об очередной опасности, нависшей над лесом.

Мультфильм отличается мягким гуманным юмором, и даже злодеи здесь не выглядят по-настоящему подлыми.

## Персонажи
| Персонаж                     | Впервые появился            | Отличительные особенности |
| ---------------------------- | --------------------------- | --- |
| Енот Берт                    | «Рождество у Енотов»        | Беззаботный и гиперактивный енот с богатым воображением. Любит читать комиксы, играть с радиоуправляемыми самолетами и другие развлечения, присущие детям. Предпочитает действовать наобум, отчего часто попадает в переделки. Неизвестно, сколько ему лет, но он того же возраста, что и Ральф, Мелисса и Седрик (все они учились в одной школе и в одном классе). Является репортёром независимой газеты The Evergreen Standard, учреждённой Ральфом и Мелиссой. Несмотря на несобранность и тягу к авантюрам, Берт — хороший друг, и даже может служить в этом плане образцом для подражания. Носит красно-жёлтый хоккейный свитер с большой буквой «Б», обожает арахисовое масло. |
| Енот Ральф                   | «Рождество у Енотов»        | Взрослый, рассудительный енот. Муж Мелиссы, друг детства Берта. Редактор независимой газеты «Вечнозелёное Знамя», где Берт — репортёр, а Мелисса — фотограф. Их деятельность помогает сдерживать растущие амбиции Сирила Снира и предотвращать возможное нанесение вреда Вечнозелёному Лесу. Ральф пользуется заслуженным уважением в обществе, благодаря своей журналистской деятельности. Живёт вместе с Мелиссой и Бертом в доме под названием The Raccoondiminuim (образовано от «енот»+«кондоминиум», расположенном в стволе сосны. Носит белый шарф, доставшийся ему в наследство от дяди-лётчика, увлекается греблей на каноэ и ездой на велосипеде тандемом вместе с Мелиссой. |
| Енот Мелисса                 | «Рождество у Енотов»        | Успешный фотограф, прекрасная хозяйка, добрый друг. Жена Ральфа. Одета в розовую блузку. |
| Енот Бентли                  | «Время Назад»               | Компьютерщик, нерд. Не расстаётся со своим ноутбуком. |
| Енот Лиза                    | «Весенняя лихорадка»        | Родилась в семье енотов Джорджа и Николь приблизительно в 1971—1972 году. Её семья тогда жила в городе. В школе играла за сборную школы по баскетболу, у неё был парень по имени Джон. Первый раз она приехала в Вечнозеленый Лес вместе с Бентли на выходные. Берт испытывает к ней неразделённую любовь. Переломный момент в её жизни наступил в 1990 году. Джордж тогда потерял работу, и вся семья была вынуждена переехать в Вечнозеленый Лес. Для Лизы это был крах всего привычного уклада жизни. Школу она к тому времени уже закончила, но в городе у неё остались друзья, парень… Поэтому ей было очень сложно освоиться на новом месте. Но благодаря помощи Берта, ей удалось преодолеть эту проблему и найти опору в своей семье. Затем жизнь Лизы наладилась. Она устроилась на работу, и даже вместе с Бертом принимала участие в олимпиаде, которая проводилась в лесу. Берт тогда отдал ей свою золотую медаль, за что она ему была очень благодарна. |
| Сирил Снир                   | «Рождество у Енотов»        | Трубкозуб. Миллионер, живёт вместе с сыном Седриком и собакой Снэгом в замке Sneer Mansion. Расчётлив, хитёр, жаден до денег. Враждует с енотами, мешающими ему использовать ресурсы Вечнозелёного Леса в своих интересах. Ему служит несколько больших, глупых медведей и три поросёнка Пинк, Ллойд и Флойд, с которыми он обращается довольно грубо и бесцеремонно. К его положительным качествам можно отнести умение держать слово, которым он очень гордится, и любовь к сыну Седрику, которую он редко проявляет. Неизменные детали его образа: золотой зуб и сигара, которую он практически не вынимает изо рта, а также полное отсутствие одежды, кроме синего галстука-бабочки. О его жене и матери Седрика ничего неизвестно. |
| Седрик Снир                  | «Рождество у Енотов»        | Трубкозуб, сын Сирила Снира. Интеллигентный молодой человек, носит очки с толстыми линзами и золотистый галстук-бабочку. Как и его отец, в повседневной жизни не носит одежду, а галстук является единственной деталью его гардероба. Изобретатель, чьи идеи любит эксплуатировать Сирил Снир. Питает нежную привязанность к отцу, несмотря на тяжёлый характер того. Любит шоколадный пудинг. Увлекается хоккеем и игрой на гитаре. |
| София Туту                   | «Еноты на льду»             | Трубкозуб. Воспитанная, скромная девушка из высшего общества. Подруга Седрика. |
| Поросята Пинк, Ллойд и Флойд | «Еноты и Потерянная Звезда» | Работники Сирила Снира, довольно бестолковые. |
| Шеффер                       | «Рождество у Енотов»        | Серая овчарка, обычно спокоен во всех ситуациях, и может помочь, когда у его друзей проблемы |
| Бру                          | «Еноты и Потерянная Звезда» | Щенок овчарки, обычно находится рядом с Бертом |
| Снэг                         | «Еноты на льду»             | Собака Сирила, которая очень похожа на него |

## Серии
| Список эпизодов: |
| --- |
| 1. Застать Врасплох 2. Сильная Личность 3. Незабываемая Ночь 4. Большие Гонки 5. Беглецы 6. Пиратский Клад 7. Нарушители 8. Большие Возможности 9. Ложная Тревога 10. Слухи 11. Золотая Лихорадка 12. Двойная Игра 13. Дивный Запах Успеха 14. Расплата за прошлое 15. Впечатляющая прогулка 16. Время назад 17. Хитрости Искусства 18. На последнем дыхании 19. Ученье — свет 20. Женитьба 21. Машина Времени 22. Кристалл Зенды 23. Герой с обложки 24. Чипсы подешевели 25. Жизнь на большой скорости 26. Монстромания 27. Слово «за маму» 28. Великолепный кадр 29. Всё по книге 30. Экспресс Вечнозеленого Леса 31. Аварийный монтер 32. В погоне за премией 33. Саймон рассказывает 34. Азартные Игры 35. Ещё Один Шанс 36. Выше некуда 37. Получай, хулиган! 38. Афера с доставкой 39. Спасательная Операция 40. Весенняя лихорадка 41. Семейная Тайна 42. Великий Фокусник 43. Спасаем Школу 44. Научные Состязания 45. Нечестная Игра 46. Призрак Замка Снира 47. Охота За Сенсацией 48. На Огромной Высоте 49. Тест на Стресс 50. Переезд 51. Конечная Станция 52. Легкие деньги 53. Бесконечное Лето 54. Многообещающее Обещание 55. Чёрный пояс Бентли 56. Роковая Безответственность 57. Вступай в Клуб 58. Выборы в Вечнозеленом Лесу 59. И Концы В Воду 60. Даешь Золотую Медаль |

## Музыкальная тема
Lisa Lougheed — «Run with us»